# Pre-dawn Update
『Pre-dawn Update』（プレドーン・アップデイト）はCS放送の日テレNEWS24で未明・早朝帯に毎日放送されているニュース番組である。タイトルは2015年3月までは『さきがけニュース&スポーツ』、2015年4月から2017年3月までは『さきがけニュース』であった。

## 放送内容
地上波22時、23時台のニュースを見られなかった方向けにコンパクトに1日の動きをまとめる30分間のニュース番組。1時から5時まで、夜明け前のニュースを詳しく放送する。

### 「news zero」の素材使用
本番組の火曜未明（月曜深夜） - 土曜未明（金曜深夜）の放送の大半は日本テレビ系列の平日最終ニュース番組『news zero』のニュース映像素材をナレーション・テロップ含めそのまま使用したものとなっている。これにより、本番組をフィラーで編成しており『news zero』を本来ネットしていないBS日テレでも事実上部分的に『news zero』が遅れ放送されることになる。なお、この関係で映像権利上番組開始が遅れる場合がある。

## 放送日時
- 月曜 - 金曜 1:00 - 4:30
- 土曜、日曜 1:00 - 5:00

※年末年始などは特別編成で放送時間・番組が変更になるが、元日は毎年0:00開始となっている。
※日本テレビを含む一部を除くNNN地上波系列局およびBS日テレでも、一部時間帯に放送されている（放送の無い日もある）。日本テレビでは2015年4月期において、通常編成時の火曜（『映画天国』早終了時を除く。）・木曜・金曜以外に放送されている。なお日本テレビでは放送に入る際はコールサインを入れてから放送する。
各局の放送時間の詳細は 日テレNEWS24#フィラーとして放送されている放送局を参照。
※2015年4月より、日曜日は『皇室日記』・『NNNドキュメント』両番組の枠移動のため、後者が30分版である場合には一時中断番組に変更された（後者が55分版の場合は一旦中断はないものの、6:45終了）。

## キャスター
2022年4月現在
- 山田幸美（月曜）
- 名切万里菜（火曜）
- 中島彩（水曜）
- 大重麻衣（木曜）
- トーマス・サリー（金曜）
- 橋口秀一（土曜）
- 戸田山貴美（日曜）

## その他
- 関東地上波日本テレビにおける編成の都合で、『Oha!4 NEWS LIVE』が4:30を過ぎて開始される（または年末年始の『Oha!6 NEWS LIVE』が放送される）場合、その開始時刻まで延長（もしくは短縮）することがある。
  - 2010年12月16日には、地上波での未明のサッカー中継の延長対応の関係で（4:00終了・最大5:15まで、実際には延長はなかった。）、『Oha!4 NEWS LIVE』を日テレNEWS24から日本テレビのみへの裏送りで放送した[1]ため、日テレNEWS24とそのCS再送信局（地上波系列局[2]・BS日テレ。以下略）では本番組を4:00以降も延長放送した（日テレNEWS24では7:00まで、地上波系列局では遅くとも5:20まで・BS日テレでは5:30までそれぞれ放送した）。
  - 2013年9月19日には、日本テレビでAFCチャンピオンズリーグ2013の生中継（地上波では関東ローカル）の延長対応の関係で（4:25終了・最大5:20まで、実際には延長はなかった。）、『Oha!4 NEWS LIVE』の第1部を日テレNEWS24から日本テレビのみへの裏送りで放送した。これにより、日テレNEWS24とその再送信局では本番組が延長して放送された（日テレNEWS24では5:20まで、その再送信局では最大5:20までそれぞれ放送）。ただし、サッカーの延長の有無にかかわらず、『Oha!4 NEWS LIVE』の第2部および再放送パートについて、当初予定では通常通りの時間帯・ネット局で放送されることになっていた。
  - 2014年2月10日には、地上波で『ソチオリンピック・スキージャンプ男子個人ノーマルヒル決勝』が組まれ、延長オプション（4:30終了・最大5:50まで、別途緊急延長オプションあり）が設定された関係で、『Oha!4 NEWS LIVE』の第1部は4:30開始に変更され、日本テレビのみならず、日本テレビ以外の一部地上波系列局でも放送された。『Oha!4 NEWS LIVE』の第2部は通常時の地上波ネット局で放送された。これにより、日テレNEWS24（再送信局を含む。）では『さきがけ ニュース&スポーツ』が延長して放送される（日テレNEWS24およびその再送信局NOTTV NEWSでは7:00まで、NOTTV NEWS以外のその再送信局では最大5:20まで）。日本テレビ以外の一部除く地上波系列局については、「Oha!4 NEWS LIVE」の第1部相当時間帯に、これをネットする局と本番組をネットする局に分かれた。
- 2015年3月までは、大晦日・元日は『さきがけニュース』の番組名で放送されていた。
- 秋田魁新報協力のニュース番組がある系列の秋田放送（ABS）でも日テレのさきがけ〜をネットしているが、名義は日テレNEWS24である。ABSテレビのローカルニュースは『さきがけABSニュース』という番組名だが、ABSラジオは『さきがけニュース』という同名の番組[3]で、秋田のほうが歴史を持つ。